# Revue de Botanique Appliquée & d'Agriculture Coloniale
Revue de Botanique Appliquée & d'Agriculture Coloniale (abreviado Rev. Bot. Appl. Agric. Colon.) fue una revista con ilustraciones y descripciones botánicas que fue editada en París por el Muséum national d'histoire naturelle. Se publicaron 9 números desde el año 1921 hasta 1929. Fue  reemplazada por Revue international de botanique appliquée et d'agriculture tropicale.